# Nils Conrad (Unihockeyspieler)
Nils Conrad (* 27. September 1994) ist ein Schweizer Unihockeyspieler, der beim Nationalliga-A-Verein HC Rychenberg Winterthur unter Vertrag steht.

## Karriere
Conrad debütierte während der Saison 2012/13 für den HC Rychenberg Winterthur in der Nationalliga A. Nach einer Saison verliess der grossgewachsene Spielmacher die Winterthurer in Richtung Weinfelden. Während der Saison 2013/14 lief er für Floorball Thurgau in der Nationalliga B auf. Nach einer Saison wechselte er in die schwedische Allsvenskan zum IBF Örebro. 2015 wechselte er wieder zurück zum HC Rychenberg Winterthur.

## Privat
Nils Conrad ist der Bruder von Levin Conrad, ebenfalls Spieler des HC Rychenberg Winterthur.